# Майстер (форма звернення)
Майстер (англ. Master) — почесна англійська відзнака для хлопчиків та юнаків.

## Походження терміна
Господар використовувався в Англії для чоловіків певного рангу, особливо "вільних господарів" торгової гільдії та будь-яким фізичним працівником або службовцем, що звертався до свого роботодавця (свого господаря), але також, як правило, тими, хто був нижчим за статусом, до джентльменів, священиків або науковці. В єлизаветинський період він використовувався між рівними, особливо для групи ("Мої господарі"), переважно міськими ремісниками та торговцями. Пізніше він був поширений на всіх поважних чоловіків і був попередником Містера .
Після заміни Містером у загальній промові Майстер був збережений як форма звертання лише для хлопців, які ще не увійшли в суспільство. До кінця 19 століття етикет диктував, що до чоловіків звертаються як до пана, а до хлопців як до господаря .

## Поточне використання у Великій Британії
За словами Леслі Данклінг, використання «Майстра» як префіксного заголовка «спосіб ввічливого звернення до хлопчика ... занадто молодого, щоб його можна було називати «Містер».  Його можна використовувати як заголовок та форму адреси для будь-якого хлопчика.
Іноді хазяїн використовувався, особливо до кінця 19 століття, для опису голови великого маєтку чи домогосподарства, який наймав домашніх робітників .
Спадкоємець шотландського п'єра може використовувати стиль або гідність  " Господар ", за яким слід ім'я, пов'язане з п'єром. Наприклад, спадкоємець лорда Елфінстоуна відомий як Господар Ельфінстоуна.

## Поточне використання в США
Ненсі Таккерман у "Повній книзі етикету Емі Вандербільт" пише, що в США, на відміну від Великої Британії, хлопчика можуть називати майстром лише до 12 років, тоді до нього звертаються лише його ім'я без титулу, поки йому не виповниться 18 років, коли він бере титул пана,  :662 хоча не є неприпустимим використання пана, якщо він трохи молодший.
Роберт Хікі, заступник директора Протокольної школи у Вашингтоні, заявляє, що "використання Майстра [як] почесного при зверненні до хлопців вважається старомодним поза консервативними колами". 
У 21 столітті магістр як почесний і досі переважає у середовищі БДСМ, професійних торгових робітників та науковців. 